# François Clerc
François Clerc, född 18 april 1983 i Bourg-en-Bresse, är en fransk fotbollsspelare (försvarare) som sedan 2012 spelar i det franska fotbollslaget AS Saint-Étienne.

## Fotnoter
1. ↑  läs online, www.verif.com , läst: 25 augusti 2024.[källa från Wikidata]
2. ↑  transfermarkt.com, transfermarkt.com spelar-ID: 12134, läst: 9 oktober 2017.[källa från Wikidata]
3. ↑  Base de Datos del Futbol Argentino, BDFA spelar-ID: 50940.[källa från Wikidata]
4. ↑  Base de Datos del Futbol Argentino, BDFA spelar-ID: 50940, läst: 4 april 2022.[källa från Wikidata]